# تیموکراسی
تیموکراسی اصطلاحی است که ارسطو آن را در معنیِ مالک‌سالاری و افلاطون در معنی اشراف‌سالاری به‌کار برده‌اند.
مالک‌سالاری به این معنی است که تنها بزرگ‌زمین‌داران حق مشارکت در امور دولتی و حکومتی را داشته باشند.
از سوی دیگر، این اصطلاح را افلاطون در جمهور خود در مورد حکومتی به‌کاربرده است که به دست اشخاصی اداره می‌شود که تنها به خاطر شرف و افتخار کار می‌کنند، نه بر اساس عدالت و قضائیات و اموال و عناوین دیگر. افلاطون از چهار نوع حکومت یاد می‌کند و می‌گوید گرچه آنها واقعیت دارند، اما فاقد حقیقت هستند و هر یک در مراتب انحطاط و دوری از سیاست و حکومت حقیقی شکل می‌گیرند؛
- الف: تیموکراسی
- ب: الیگارشی
- ج:دموکراسی
- د: استبداد

وی معتقد است در تیموکراسی به جای عقل و حِکمت «وهم و جاه طلبی» حکم می‌راند و … اولین پیش‌نیاز برای بازگشتن از آریستوکراسی است. در این حکومت زمینه مال دوستی پدید می‌آید و با چیرگی حرص و ولع نوع دیگر سیاست، یعنی الیگارشی شکل می‌گیرد که در آن اقتدار بر پایهٔ شایستگی‌های مادّی سازمان می‌یابد و «عقل» که مبنای آریستوکراسی است و «جاه طلبی» که مبنای تیموکراسی است هر دو تحت تسلّط آزمندی قرار می‌گیرند. اختلاف فقیران و ثروتمندان زیاد شده و زمینهٔ شورش و جنگ داخلی فراهم می‌شود و با غلبهٔ مخالفانِ اشراف‌سالاری دموکراسی پدید می‌آید.